# Charles Estoppey
Charles Estoppey (Payerne, 15 februari 1820 - Saint-Légier-La Chiésaz, 30 augustus 1888) was een Zwitsers advocaat, rechter en politicus voor de linkse radicalen uit het kanton Vaud.

## Biografie

### Jurist
Charles Estoppey studeerde van 1840 tot 1844 rechten in Lausanne. Van 1845 tot 1848 was hij vrederechter in zijn geboorteplaats Payerne. Daarna was hij van 1849 tot 1861 substituut-procureur. Charles Estoppey was vanaf 1858 militair rechter. In 1862 behaalde hij de titel van advocaat en opende hij met Victor Ruffy een advocatenkantoor in Lausanne. Van 1862 tot 1866 en van 1873 tot 1874 was hij kantonsrechter.

### Politicus
Estoppey werd op 5 juli 1852 lid van de Nationale Raad, waar hij zetelde tot 6 december 1863. Van 1 juli 1867 tot 1 mei 1873 en van 8 maart 1875 tot 1 juni 1888 zetelde hij in de Kantonsraad. Charles Estoppey werd, toen hij pas Kantonsraadslid was, op 18 december 1875 als opvolger van Numa Droz in de Bondsraad gekozen. Hij wees zijn verkiezing echter af en nam geen zitting in de Bondsraad. In zijn plaats werd Paul Cérésole gekozen.

## Trivia
- Van 1849 tot 1851 was hij directeur van het Collège de Payerne.
- Hij was een tijdje werkzaam als eigenaar van een ijzerhandel.